# Parafia Najświętszego Serca Pana Jezusa w Warszawie (Ursus)
Parafia Najświętszego Serca Pana Jezusa w Warszawie – parafia rzymskokatolicka należąca do dekanatu ursuskiego, archidiecezji warszawskiej, metropolii warszawskiej Kościoła katolickiego, w dzielnicy Ursus w Warszawie.

## Historia
22 czerwca 1998 kard. Józef Glemp poświęcił plac budowy. Kaplica została poświęcona podczas Pasterki 24 grudnia 1998, tego dnia erygowano także parafię Najświętszego Serca Pana Jezusa.